# Paul Hornung
Paul Vernon Hornung (Louisville, 23 de dezembro de 1935 – 13 de novembro de 2020) foi um jogador de futebol americano que atuou pelo Green Bay Packers da NFL de 1957 a 1966. Um jogador versátil, jogou como halfback, quarterback e placekicker. Hornung também atuou no basquete na faculdade. Foi introduzido ao Pro Football Hall of Fame em 1986.
Hornung morreu em 13 de novembro de 2020 em Louisville, aos 84 anos, em decorrência da demência.